# Фесіков Сергій Васильович
Сергій Васильович Фесіков (рос. Сергей Васильевич Фесиков, 21 січня 1989, Ленінград) — російський плавець, олімпійський медаліст.

## Виступи на Олімпіадах
| Олімпіада   | Дисципліна                           | Місце |
| ----------- | ------------------------------------ | ----- |
| Пекін 2008  | естафета 4 × 100 вільним стилем      | 9     |
| Лондон 2012 | плавання на 50 метрів вільним стилем | 21    |
| Лондон 2012 | естафета 4 × 100 вільним стилем      | 3     |

## Зовнішні посилання
- Досьє на sport.references.com [Архівовано 24 жовтня 2012 у Wayback Machine.]